# Georg Kroll (Verwaltungsbeamter)
Georg Kroll (* 19. Mai 1888 in Groß Grauden im Landkreis Cosel, Oberschlesien; † Mai 1945 in Polen) war ein deutscher Verwaltungsjurist, zuletzt Regierungspräsident in Breslau.

## Leben
Georg Kroll, Sohn eines oberschlesischen Gutspächters, besuchte von Ostern 1899 bis Ostern 1907 das königlich-katholische Gymnasium in Leobschütz, an dem er im April 1907 die Reifeprüfung ablegte. Anschließend studierte er in Breslau, Berlin und Kiel Rechts- und Staatswissenschaften. 1908 wurde er im Corps Marcomannia Breslau recipiert. Die erste juristische Staatsprüfung legte er 1911 am Oberlandesgericht Breslau ab, im Juni 1912 das mündliche Doktorexamen vor der Juristischen Fakultät der Schlesischen Friedrich-Wilhelms-Universität. Kroll war Vorsteher des Finanzamtes von Leobschütz. Die weitere juristische Ausbildung erfolgte am Amtsgericht zu Neurode. Die große Staatsprüfung legte er am 1. April 1922 ab.
Zum 1. Mai 1933 trat Kroll der NSDAP bei (Mitgliedsnummer 1.974.626). Ab 1. Juni 1933 war er Regierungspräsident im Regierungsbezirk Breslau. Nach der Schlacht um Breslau erschoss er sich bei der Gefangennahme durch die Rote Armee.